# La mia libertà (Leo Gassmann)
La mia libertà è un singolo del cantautore italiano Leo Gassmann, pubblicato il 25 marzo 2022 come primo estratto dal secondo album in studio La strada per Agartha.

## Video musicale
Il video musicale del brano è stato pubblicato contestualmente all'uscita del singolo sul canale YouTube del cantante. Il video è stato diretto e montato dallo stesso Gassmann utilizzando riprese dell'archivio di famiglia.

## Tracce
1. La mia libertà – 3:35